# قالب‌گیری انتقالی به کمک خلاء

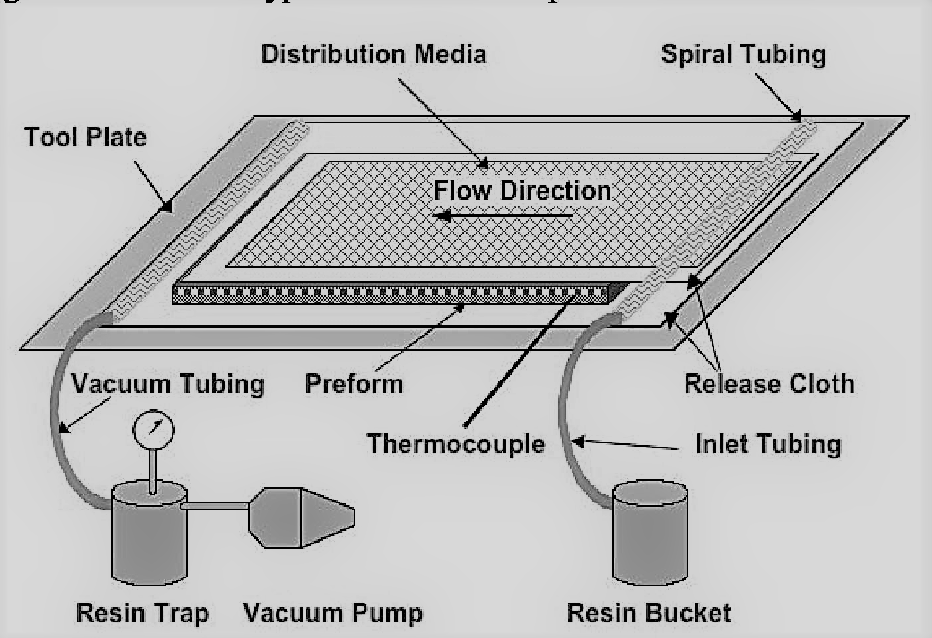
فرایند قالب گیری انتقالی رزین به کمک خلاء

قالب گیری انتقالی رزین به کمک خلاء (به اختصار VARTM) یا قالب گیری تزریقی خلاء (به اختصار VIM) یک فرایند تولید کامپوزیت خارج از اتوکلاو (به اختصار OOA) قالب بسته است. قالب گیری تزریقی خلاء یک نوع از فرایندهای قالب گیری انتقالی رزین است که به دلیل ویژگی های متنوع سهم بالایی در قالب سازی به کمک خلاء دارد. در این فرایند با استفاده از ایجاد خلاء، حرکت رزین داخل لایه فیبر روی قالب را سرعت میبخشند. به محض آغشتگی کامل لایه فیبر به رزین، قطعه کامپوزیتی را جدا میکنند و در دمای اتاق قرار میدهند تا سرد و منجمد شود.

## فرایند تولید
در این فرایند به طور معمول از پلی‌استر ها یا وینیل‌ استر های با گرانروی پایین به عنوان رزین و از پشم شیشه به عنوان لایه فیبر، استفاده میکنند. این فرایند توانایی ساخت قطعه هایی با درصد حجمی 40 تا 50 درصد فیبر را دارد چرا که نسبت رزین به فیبر تعیین کننده استحکام و کارایی قطعه است تا جایی که جنس فیبر بیشترین تاثیر را در استحکام مکانیکی قالب نهایی دارد. جنس رزین مورد استفاده نیز نقش تعیین کننده ای در مقاومت خوردگی، دمای اعوجاج گرمایی و کیفیت سطح دارد. به دلیل محدودیت در اختلاف فشار ایجاد شده توسط پمپ خلاء، رزین مورد استفاده در این فرایند باید دارای گرانروی پایین باشد تا به آسانی داخل فیبر حرکت کند. فیبرهای تقویت شده مانند فیبر کربنی هم میتوانند در این فرایند مورد استفاده قرار گیرند اما کاربرد آنها کم است و برای تولید قطعات با کیفیت و اهمیت بالا مورد استفاده قرار میگیرد.

## نشت هوا
برای ساخت قطعات کامپوزیتی با کیفیت بالا بایستی از نشت هوا به بیرون جلوگیری کرد. نشت هوا باعث سخت تر شدن جاری سازی یکنواخت رزین داخل قالب میشود، همچنین امکان ایجاد حباب های گازی در قطعه را افزایش میدهد و بعد از سرد شدن قطعه، عیوب به شکل حفره داخل قطعه ایجاد میشوند. نشت هوا میتواند به دلیل ایجاد مشکل در کیسه خلاء سیستم، نصب و یا استفاده نادرست از نوار درزگیر و یا وصل نادرست شیر به کیسه خلاء که باعث خروج هوا از نقاط متصل به کیسه خلاء میشود، به وجود آید.
نشتی هوا میتواند با روش های مختلفی مشاهده و یا شناسایی شود. در بعضی از موارد حباب های هوا داخل جریان ایجاد میشود که با نگاه به قطعه میتوانیم به راحتی به وجود نشت هوا پی ببریم. از جمله روش های ساده ای که مورد استفاده قرار میگیرد Leak Isolation است. در این روش سطح فشار خلاء در درون قالب را بررسی میکنند تا در صورت وجود نشتی متوجه شوند. اگر سطح فشار خلاء بعد از خالی شدن قالب از هوای داخل، کاهش پیدا نکند، نشتی هوا نداریم اما اگر بعد از خالی شدن قالب از هوا، فشار خلاء کاهش یابد میتواند نشانه وجود نشتی هوا تلقی شود. این روش در عین سادگی عیب بزرگی دارد، چرا که موقعیت نشت هوا را به مشخص نمی‌کند این در حالیست که برای رفع نشتی هوا نیاز به تعیین موقعیت نشتی داریم.
با تقویت صدا در موقعیت های خاص، میتوان محل وقوع نشتی هوا را پیدا کرد چرا که نشت هوا صدایی خاص ایجاد می کند. در این روش با استفاده از یک میکروفون صدا را تقویت می کنند و خروجی را به یک پخش کننده صدا مانند بلندگو یا هدفون متصل می کنند تا محل وقوع نشتی شناسایی شود. همانطور که مشخص است در این روش به یک کاربر جهت انجام و تشخیص محل وقوع نشتی نیاز است. از جمله عیب های این روش میتوان به عدم کارایی در محیط های شلوغ و پر سروصدا اشاره کرد.
گازهای داغ نیز برای تشخیص نشتی هوا مورد استفاده قرار میگیرند. در این روش قبل از استفاده از پمپ خلاء، گازهای داغ با فشار زیادی وارد قالب میشوند که در صورت وجود نشتی هوا این گازهای داغ از محل وقوع نشتی خارج میشوند. برای تشخیص خروج گاز داغ و محل وقوع نشتی میتوان از دستگاه تشخیص مادون قرمز استفاده کرد.

## قالب گیری انتقالی با خلاء یا بدون خلاء
هر دو این فرایندها در دسته فرایندهایی قرار دارند که در آن فشار باعث جریان یافتن رزین داخل قالب میشود که به این دسته، فرایندهای قالب بسته نیز گفته میشود. عموماً مواد مورد استفاده در این دو فرایند تفاوت های بسیار کمی با یکدیگر دارند و رزین و فیبر مورد استفاده در این دو فرایند شباهت های زیادی به یکدیگر دارند. اگر شاخصه هایی به مانند نسبت فیبر به رزین و یا توزیع سطح مقطع فیبر برای این دو فرایند ثابت و یکسان باشد، قالب نهایی خواص و کیفیتی مشابه خواهد داشت.
در قالب گیری انتقالی از لایه فیبر بین دو نیمه قالب استفاده میشود در حالی که در قالب گیری با کمک خلاء لایه فیبر کف قالب قرار میگرد و رزین با استفاده از فشار خلاء داخل لایه فیبر جریان میابد. روش اول برای ساخت قطعات با اندازه کوچک تر و پیچیدگی بیشتر به کار میرود در حالی که روش دوم میتواند قطعات خیلی بزرگ را نیز تولید کند. هم چنین در روش دوم از دستگاه های با قیمت پایین تر استفاده میشود. در روش دوم به دلیل سادگی در طراحی دستگاه ها تنها میتوان در یک سمت قطعه انتظار کیفیت سطح مطلوب داشت در حالی که روش اول به دلیل استفاده از دو کفه قالب، کیفیت سطح مطلوبی در دو سمت قطعه نهایی ایجاد میکند.

## مزایا و کاربرد ها

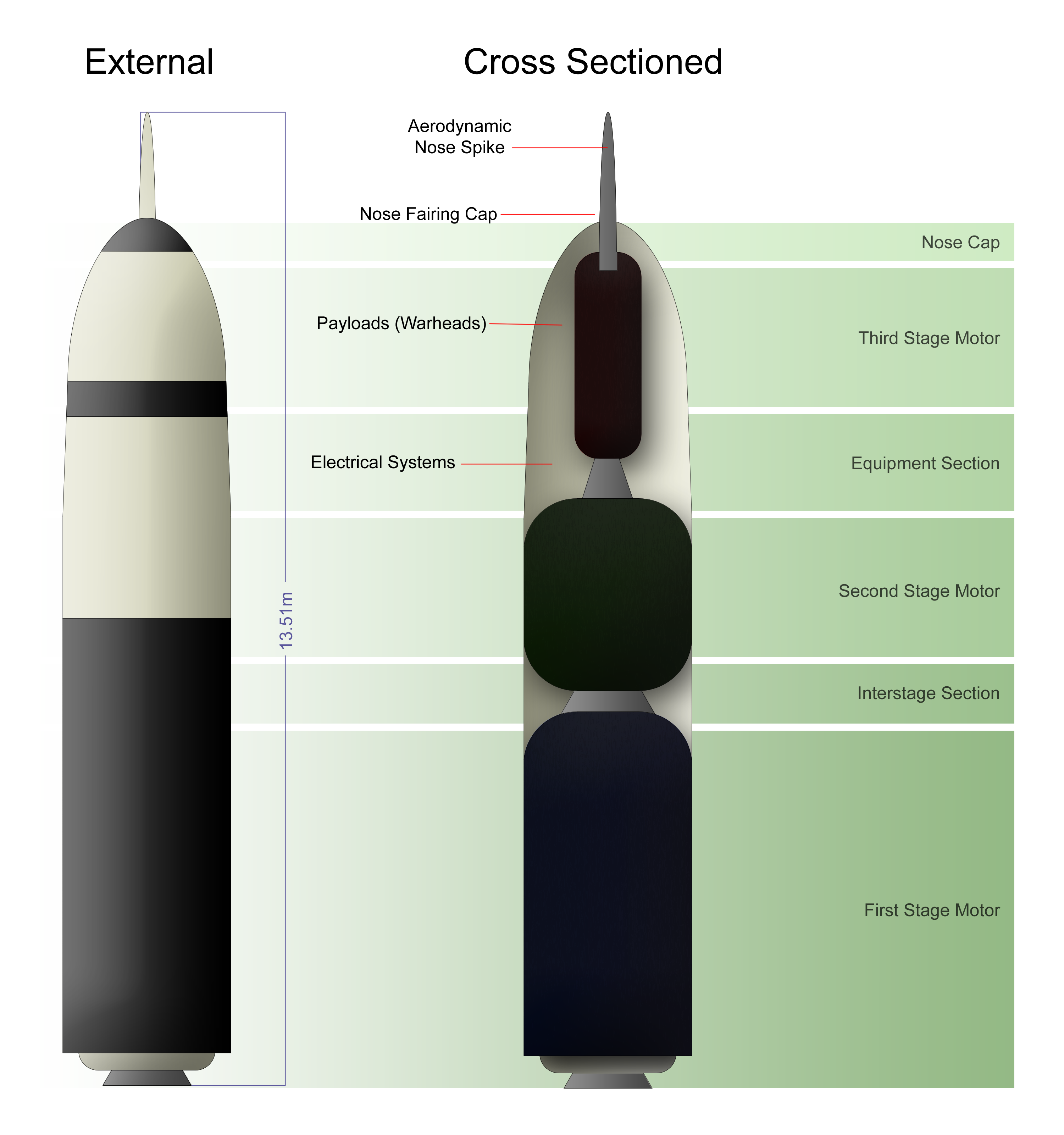
یک چهارم از موشک Trident II D5 از روش قالب گیری انتقالی رزین با کمک خلاء ساخته شده است

یکی از مزایای مهم این روش تولید قطعات بزرگ پیچیده و دارای کیفیت بسیار بالاست در حالی که این فرایند نیازی به اتوکلاو، که مستلزم هزینه بالایی است، ندارد. محصولات تولید شده با این روش کاربردهای بسیار متنوعی دارند تا جایی که این محصولات در صنعت حمل و نقل، انرژی بادی، صنعت دریایی، در زیر ساخت های اصلی و حتی در صنعت هوا فضا به کار میروند. با توجه به این که این فرایند توانایی تولید قطعات بزرگ و در عین حال پیچیده را دارد، هزینه های تولید را بشدت کاهش داده است زیرا برای ساخت این نوع قطعات از به هم متصل کردن قطعات کوچک تر در گذشته استفاده می شد. به عنوان مثال شرکت فضایی LOCKHEED Martin برای ساخت یک چهارم از موشک Trident II D5 از روش قالب گیری انتقالی رزین با کمک خلاء استفاده کرده و توانسته 75% در هزینه های خود صرفه جویی کند.